# Литта
Литта (итал. Litta) — миланская аристократическая фамилия XVII—XIX веков.
Унаследовали состояние патрициев Арезе и одной из ветвей рода Висконти и приняли в память об этом тройную фамилию Литта-Висконти-Арезе (Litta Visconti Arese). Она дала католической церкви несколько кардиналов, включая дипломата Лоренцо Литта (1756—1820).
Роду Литта принадлежал один из прекраснейших миланских дворцов на улице Мадженто (наследие рода Арезе) и «Мадонна Литта», которая считается работой Леонардо да Винчи.
Историк Помпео Литта (1781—1852) владел в Ломбардии такими имениями, как вилла Менафольо под Варесе и палаццо Брентано в Корбетте.
В России — графский род, представленный вице-адмиралом Юлием Помпеевичем Литта (Джулио Ренато), принятым в 1798 г. в российское подданство и внесенным в число графов Российской империи:
- Литта, Лоренцо (1756—1820) — итальянский кардинал, ватиканский дипломат и куриальный сановник.
- Литта, Джулио Ренато (1763—1839) — брат предыдущего, российский государственный деятель итальянского происхождения.
- Литта, Екатерина Васильевна (в девичестве — Энгельгардт, в первом браке — Скавронская; 1761—1829) — его супруга, племянница князя Потёмкина.
- граф Помпео Литта (1781—1852) — итальянский историк, при Наполеоне I служил во французской армии. Главный его труд, продолженный после его смерти другим лицом, — «Famiglie celebri italiane» (163 вып., с 1819 по 82 г.), история 75 знаменитых итальянских дворянских родов. Во время революции 1848 г. был военным министром миланского временного правительства, потом генералом миланской национальной гвардии[1].